# 真人快打3
《真人快打3》是一款由Midway公司制作和发行的格斗类游戏。本游戏为真人快打系列的第三作。最初于1995年在街机上发行。之后移植至多个游戏平台，包括Mega Drive、超级任天堂和PlayStation等。

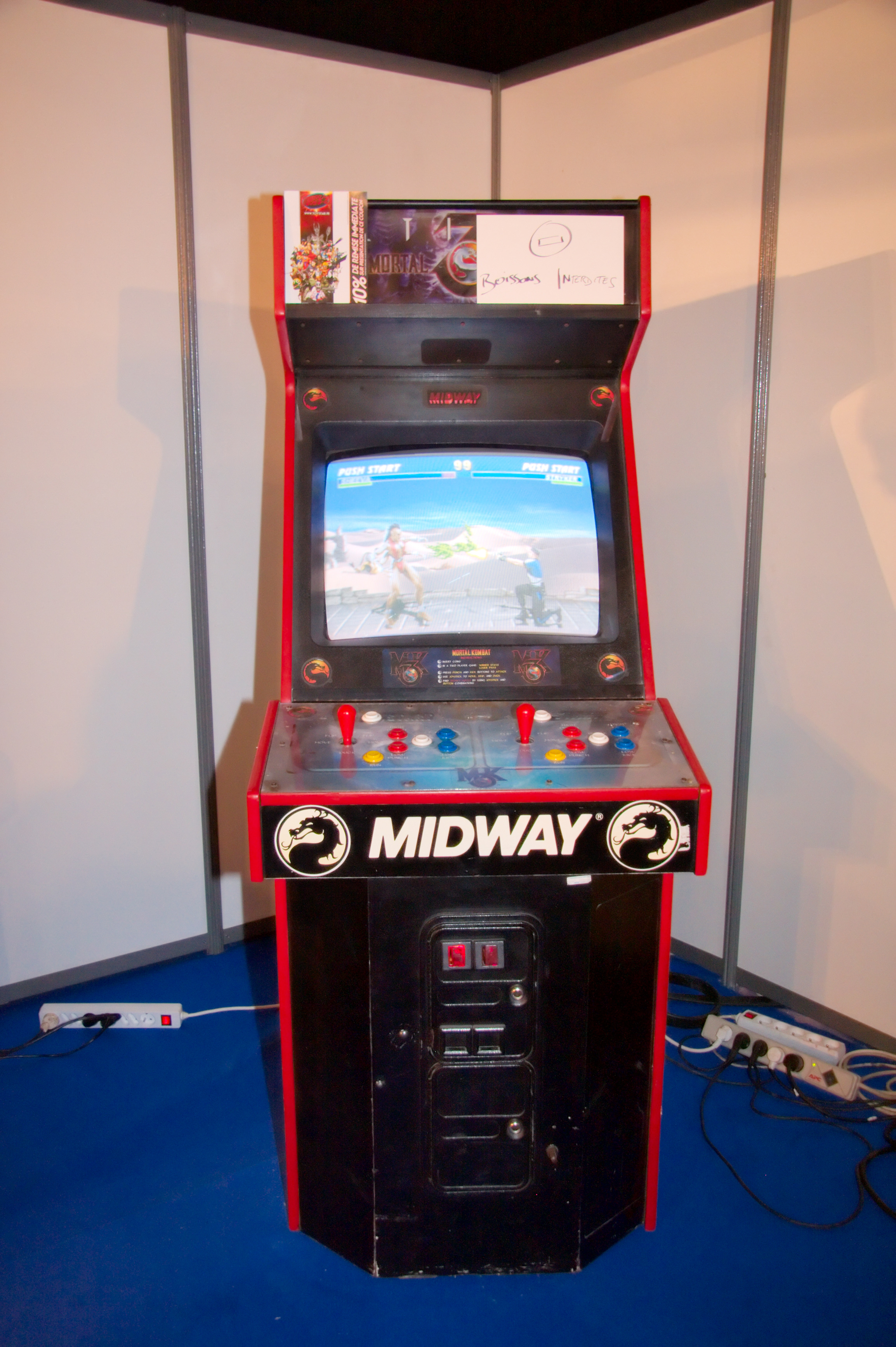
这个游戏机正在玩真人快打

《真人快打3》根据之前的剧情继续往下延伸。一个奔跑的按钮被引入。
尽管《真人快打3》取得商业上的成功，但是有众多并不喜欢引入的新的角色。